# Cantone di L'Isle-d'Abeau
Il Cantone di L'Isle-d'Abeau è una divisione amministrativa dell'arrondissement di La Tour-du-Pin e dell'arrondissement di Vienne.
A seguito della riforma approvata con decreto del 18 febbraio 2014, che ha avuto attuazione dopo le elezioni dipartimentali del 2015, è passato da 3 a 13 comuni.

## Composizione
I 3 comuni facenti parte prima della riforma del 2014 erano:
- L'Isle-d'Abeau
- Vaulx-Milieu
- Villefontaine

Dal 2015 i comuni appartenenti al cantone sono i seguenti 13:
- Chèzeneuve
- Crachier
- Culin
- Four
- L'Isle-d'Abeau
- Maubec
- Meyrieu-les-Étangs
- Saint-Agnin-sur-Bion
- Saint-Alban-de-Roche
- Saint-Jean-de-Bournay
- Tramolé
- Vaulx-Milieu
- Villefontaine